# NGC 614
NGC 614 è una galassia lenticolare situata nella costellazione del Triangolo, a una distanza di circa 235 milioni di anni luce dalla nostra Via Lattea.

## Scoperta
La galassia è stata scoperta il 13 settembre 1784 dall'astronomo britannico di origine tedesca William Herschel.
La galassia venne poi nuovamente osservata da John Herschel, figlio dello scopritore, il 16 novembre 1827 e successivamente aggiunta due volte al New General Catalogue con le designazioni NGC 618 e NGC 627.

## Gruppo di NGC 507
NGC 614 fa parte del Gruppo di NGC 507, un raggruppamento che contiene almeno 42 galassie situate nella costellazione del Triangolo. Del gruppo fanno parte 21 galassie inserite nel New General Catalogue e 5 inserite nell'Index Catalogue.
La galassia più brillante del gruppo è NGC 507, mentre la più vasta è NGC 536.